# Уилям Уистън
Уилям Уистън (на английски: William Whiston) е английски теолог, историк и математик.
Известен е на първо място с превода си на „Юдейски древности“ на Йосиф Флавий и със своето арианство.